# Journal of Tissue Viability
Das Journal of Tissue Viability, abgekürzt J. Tissue Viability, ist eine wissenschaftliche Fachzeitschrift, die vom Elsevier-Verlag im Auftrag der Tissue Viability Society veröffentlicht wird. Die Zeitschrift erscheint mit vier Ausgaben im Jahr. Es werden Arbeiten veröffentlicht, die sich mit dem Auftreten und der Behandlung von Wunden und Geschwüren beschäftigen.
Der Impact Factor lag im Jahr 2014 bei 1,129. Nach der Statistik des ISI Web of Knowledge wird das Journal mit diesem Impact Factor in der Kategorie Dermatologie an 41. Stelle von 63 Zeitschriften und in der Kategorie Krankenpflege an 42. Stelle von 111 Zeitschriften geführt.